# Wohlfahrtstheoreme
Die Wohlfahrtstheoreme (auch Hauptsätze der Wohlfahrtsökonomik) sind zwei fundamentale Lehrsätze der Wohlfahrtsökonomik aus dem mikroökonomischen Bereich der Volkswirtschaftslehre.

## Einführende Darstellung
Beide Theoreme gelten unter der Voraussetzung von vollkommenem Wettbewerb, in dem sich alle Marktteilnehmer als Preisnehmer verhalten und es keine Externalitäten gibt. Unter diesen Voraussetzungen bezeichnet man einen Zustand, bei dem Angebot und Nachfrage auf allen Märkten übereinstimmen, als Wettbewerbsgleichgewicht. Die Realität ist komplizierter, dennoch werden die folgenden Ergebnisse als wichtige Ausgangspunkte für die weiterführende Forschung angesehen.

### Erstes Wohlfahrtstheorem
Bei vollkommenem Wettbewerb ohne Externalitäten ist jedes (allgemeine) Wettbewerbsgleichgewicht ein Pareto-Optimum.
Anders ausgedrückt kann in einem Wettbewerbsgleichgewicht niemand besser gestellt werden, ohne dass ein anderer schlechter gestellt wird. Dieser Satz geht insbesondere auf Arbeiten von Kenneth Arrow und Gérard Debreu, nach entscheidender Vorarbeit von Léon Walras, zurück. Er formalisiert Adam Smiths Vorstellung, dass Märkte wie eine unsichtbare Hand funktionieren.

### Zweites Wohlfahrtstheorem
Unter bestimmten einschränkenden Voraussetzungen kann jede Pareto-optimale Allokation als Wettbewerbsgleichgewicht realisiert werden, das heißt, es gibt Anfangsausstattungen und Preise, die garantieren, dass gegeben eine Pareto-optimale Allokation alle Haushalte ihren Nutzen und alle Unternehmen ihren Gewinn maximieren und alle Pläne kompatibel sind.
Hiernach lassen sich die beiden Kardinalfragen der Volkswirtschaftslehre, nämlich Effizienz und Verteilungsgerechtigkeit, voneinander trennen: Um dasjenige Pareto-Optimum zu erreichen, das gerecht erscheint, braucht man nicht die Marktwirtschaft abzuschaffen, sondern es genügt, die Anfangsausstattungen der Marktteilnehmer anzupassen.

## Formale Darstellung

### Vereinbarungen und Definitionen
Grundlegendes; Notation
Betrachtet sei eine Ökonomie aus n Märkten. Die Preise auf diesen Märkten werden in einem Preisvektor {\displaystyle \mathbf {p} =(p_{1},\ldots ,p_{n})} für n Güter zusammengefasst, wobei {\displaystyle \mathbf {p} \neq \mathbf {0} }. In der Ökonomie gebe es weiter {\displaystyle I} Konsumenten und {\displaystyle J} Firmen, wobei für diese beiden Gruppen entsprechend die Indexmengen {\displaystyle {\mathcal {I}}=\{1,\ldots ,I\}} (die Menge aller Konsumenten) bzw. {\displaystyle {\mathcal {J}}=\{1,\ldots ,J\}} (die Menge aller Produzenten) definiert werden. Betrachtet werden nun nacheinander Konsumenten und Produzenten, danach die anfängliche Ausstattung der Ökonomie:
- Konsumprofil {\displaystyle \mathbf {x} ^{i}=(x_{1}^{i},\ldots ,x_{n}^{i})\in \mathbb {R} ^{n}}. Das Konsumprofil {\displaystyle \mathbf {x} ^{i}} einer Person {\displaystyle i\in {\mathcal {I}}} gibt Auskunft, welche Menge Person i von jedem der n Güter konsumiert.
- Konsummöglichkeitsmenge {\displaystyle X_{i}\subset \mathbb {R} ^{n}}. Die Menge {\displaystyle X_{i}} erfasst alle möglichen Konsumprofile von Person i (Konsummöglichkeitenmenge).
- Nutzenfunktion {\displaystyle u^{i}=u^{i}(\mathbf {x} ^{i})\in \mathbb {R} }. Die Präferenzstruktur eines jeden Individuums {\displaystyle i\in {\mathcal {I}}} findet wiederum in seiner Nutzenfunktion Ausdruck.
- Technologie {\displaystyle \mathbf {y} ^{j}=(y_{1}^{j},\ldots ,y_{n}^{j})\in \mathbb {R} ^{n}}. Die Produktion eines Unternehmens {\displaystyle j\in {\mathcal {J}}} ist gegeben durch die Technologie {\displaystyle \mathbf {y} ^{j}}.
- Produktionsmöglichkeitenmenge {\displaystyle Y_{j}\subset \mathbb {R} ^{n}}. Die Menge {\displaystyle Y_{j}} erfasst alle möglichen Technologien der Firma j.
- Ausstattungsvektor {\displaystyle \mathbf {e} =(e_{1},\ldots ,e_{n})\in \mathbb {R} ^{n}}. Die anfänglichen Bestände an den jeweiligen Gütern sind durch einen Ausstattungsvektor {\displaystyle \mathbf {e} } gegeben.
- Ausstattung einer Person {\displaystyle \mathbf {e} ^{i}=(e_{1}^{i},\ldots ,e_{n}^{i})\in \mathbb {R} ^{n}}. Wir vereinbaren weiter {\displaystyle \mathbf {e} ^{i}} als die Ausstattung einer Person {\displaystyle i\in {\mathcal {I}}} (bezüglich aller Güter).

Definition – Ökonomie
Mit den vereinbarten Definitionen hinsichtlich der Präferenzstruktur der Individuen, der technologischen Kapazitäten der Produzenten und der Ressourcenbestände lässt sich eine Ökonomie durch das Tupel
{\displaystyle \mathbf {\mathcal {E}} =\left[\left(X_{i},u^{i}\right)_{i\in {\mathcal {I}}},\left(Y_{j}\right)_{j\in {\mathcal {J}}},\mathbf {e} \right]}
charakterisieren.
Definition – Allokationen und zulässige Allokationen
Durch einen {\displaystyle n(I+J)}-Allokationsvektor {\displaystyle \left[\left(\mathbf {x} ^{i}\right)_{i\in {\mathcal {I}}},\left(\mathbf {y} ^{j}\right)_{j\in {\mathcal {J}}}\right]} ist wiederum ein konkreter „Zustand“ von {\displaystyle \mathbf {\mathcal {E}} } (mit spezifischem Konsum- und Produktionsvektoren für jeden Konsumenten bzw. Produzenten) gegeben. Eine solche Allokation bezeichnet man als zulässig, wenn für jede Ressource gilt, dass die insgesamt konsumierte Menge gerade der Anfangsausstattung zuzüglich der insgesamt produzierten Menge entspricht, mithin also wenn
{\displaystyle \sum _{i=1}^{I}\mathbf {x} ^{i}=\mathbf {e} +\sum _{j=1}^{J}\mathbf {y} ^{j}}
gilt.
Definition – Pareto-Effizienz von Allokationen
Eine Allokation ist überdies Pareto-effizient, wenn es keine Möglichkeit gibt, die Ressourcen so zwischen Konsumenten umzuverteilen, dass jeder zumindest den gleichen Nutzen hat, mindestens eine Person aber sogar einen Nutzenzuwachs erfährt. Formal ist die Allokation {\displaystyle \left[\left(\mathbf {x} ^{i}\right)_{i\in {\mathcal {I}}},\left(\mathbf {y} ^{j}\right)_{j\in {\mathcal {J}}}\right]} Pareto-effizient genau dann, wenn sie zulässig ist (siehe oben) und keine andere zulässige Allokation {\displaystyle \left[\left(\mathbf {\tilde {x}} ^{i}\right)_{i\in {\mathcal {I}}},\left(\mathbf {\tilde {y}} ^{j}\right)_{j\in {\mathcal {J}}}\right]} existiert, sodass {\displaystyle u^{i}\left(\mathbf {\tilde {x}} ^{i}\right)\geq u^{i}\left(\mathbf {x} ^{i}\right)} für alle {\displaystyle i\in {\mathcal {I}}} und {\displaystyle u^{i}\left(\mathbf {\tilde {x}} ^{i}\right)>u^{i}\left(\mathbf {x} ^{i}\right)} für gewisses {\displaystyle i\in {\mathcal {I}}}.
Definition – Wettbewerbsökonomie mit Privateigentum
Betrachtet werde nun eine spezielle Ökonomie, und zwar ein Wettbewerbssystem, in dem alle Firmen (und ihre Gewinne) privates Eigentum darstellen, das heißt die Gewinne sind Bestandteil des aggregierten Konsumbudgets. Da es sich um eine Wettbewerbsökonomie handelt, werden Güter überdies dezentral auf Wettbewerbsmärkten gehandelt, wobei die Marktakteure als Preisnehmer agieren: Konsumenten maximieren ihren Nutzen, Produzenten ihre Gewinne. Aus der Privateigentumsannahme ergibt sich formal, dass sich das Budget der Konsumenten aus zwei Komponenten zusammensetzt: Zum einen aus einem Anteil {\displaystyle \mathbf {e} ^{i}\in \mathbb {R} ^{n}} an der Anfangsausstattung, zum anderen aus einem Anteil an den Gewinnen der Produzenten. Dieser Anteil betrage gerade {\displaystyle \mathbf {\theta } ^{i}\in \mathbb {R} ^{J}} mit {\displaystyle \theta ^{i}=(\theta ^{i1},\ldots ,\theta ^{iJ})} ({\displaystyle \theta ^{i4}} wäre also beispielsweise der Anteil, den Person i an den Gewinnen von Produzent 4 für sich in Anspruch nehmen kann). Entsprechend den Voraussetzungen ist {\displaystyle \mathbf {e} =\sum _{i=1}^{I}\mathbf {e} ^{i}} und {\displaystyle \sum _{i=1}^{I}\mathbf {\theta } ^{i}=\mathbf {1} }. Eine solche Ökonomie lässt sich dann als Tupel
{\displaystyle \mathbf {\mathcal {E}} ^{p}=\left[\left(X_{i},u^{i}\right)_{i\in {\mathcal {I}}},\left(Y_{j}\right)_{j\in {\mathcal {J}}},\left(\mathbf {e} ^{i},\mathbf {\theta } ^{i}\right)_{i\in {\mathcal {I}}}\right]}
beschreiben.
Definition – (Preisnehmer-)Wettbewerbsgleichgewicht für {\displaystyle \mathbf {\mathcal {E}} ^{p}}
Für die Wettbewerbsökonomie mit Privateigentum {\displaystyle \mathbf {\mathcal {E}} ^{p}} ist ein Wettbewerbsgleichgewicht definiert als ein Tupel
{\displaystyle \left[\left(\mathbf {x} ^{i*}\right)_{i\in {\mathcal {I}}},\left(\mathbf {y} ^{j*}\right)_{j\in {\mathcal {J}}},\mathbf {p} ^{*}\right]}
für den folgende Eigenschaften gelten:
1. Die Allokation {\displaystyle \left[\left(\mathbf {x} ^{i*}\right)_{i\in {\mathcal {I}}},\left(\mathbf {y} ^{j*}\right)_{j\in {\mathcal {J}}}\right]} ist in {\displaystyle \mathbf {\mathcal {E}} ^{p}} zulässig.
2. Jedes Unternehmen maximiert, gegeben die gleichgewichtigen Marktpreise, seinen Gewinn, das heißt für alle {\displaystyle j\in {\mathcal {J}}} gilt: {\displaystyle \mathbf {p} ^{*}\cdot \mathbf {y} ^{j}\leq \mathbf {p} ^{*}\cdot \mathbf {y} ^{j*}} für alle {\displaystyle \mathbf {y} ^{j}}.
3. Jede Person maximiert ihren Nutzen, gegeben die gleichgewichtigen Marktpreise und ihr Konsumbudget. Genauer: Sei {\displaystyle {\mathcal {X}}} die Menge aller Konsumvektoren {\displaystyle \mathbf {x} ^{i}}, die der Budgetbedingung genügen:
{\displaystyle {\mathcal {X}}=\left\{\mathbf {x} ^{i}\left|\mathbf {p} ^{*}\cdot \mathbf {x} ^{i}\leq \mathbf {p} ^{*}\cdot \mathbf {e} ^{i}+\sum _{j=1}^{J}\theta ^{ij}\cdot \mathbf {p} ^{*}\cdot \mathbf {y} ^{j*}\right.\right\}}

Dann ist {\displaystyle \mathbf {x} ^{i*}\in {\mathcal {X}}} und es gilt: {\displaystyle u\left(\mathbf {x} ^{i*}\right)\geq u\left(\mathbf {x} ^{i}\right)} für alle {\displaystyle \mathbf {x} ^{i}\in {\mathcal {X}}}.
Ein solches Gleichgewicht bezeichnet man als walrasianisches Gleichgewicht.

### Erster Hauptsatz
Erster Hauptsatz der Wohlfahrtsökonomik: Sei {\displaystyle \mathbf {\mathcal {E}} ^{p}} die betrachtete Ökonomie. Sei die jeder individuellen Nutzenfunktionen {\displaystyle u^{i}:\mathbb {R} ^{n}\rightarrow \mathbb {R} } ({\displaystyle i\in {\mathcal {I}}}) zugrunde liegende Präferenzordnung lokal nicht gesättigt (oder, im Spezialfall: streng monoton). Sei weiter
{\displaystyle \left[\left(\mathbf {x} ^{i*}\right)_{i\in {\mathcal {I}}},\left(\mathbf {y} ^{j*}\right)_{j\in {\mathcal {J}}},\mathbf {p} ^{*}\right]}
ein walrasianisches Gleichgewicht.
Dann ist die daraus abgeleitete walrasianische Gleichgewichtsallokation
{\displaystyle \left[\left(\mathbf {x} ^{i*}\right)_{i\in {\mathcal {I}}},\left(\mathbf {y} ^{j*}\right)_{j\in {\mathcal {J}}}\right]}
für {\displaystyle \mathbf {\mathcal {E}} ^{p}} Pareto-effizient.
Eine etwas allgemeinere Definition greift auf das im Folgenden erläuterte Konzept eines Quasi-Gleichgewichts zurück; sie erfordert dann nicht wie hier die spezifische Ökonomie {\displaystyle \mathbf {\mathcal {E}} ^{p}}, sondern gilt allgemein. Hierfür wird auf eine Fußnote verwiesen.

### Zusätzliche Definitionen
Definition – Quasi-(Preisnehmer-)Wettbewerbsgleichgewicht mit Transfers für {\displaystyle \mathbf {\mathcal {E}} }
Wir weiten die engen Vorgaben des walrasianischen Gleichgewichts wieder etwas auf, indem wir das Gleichgewichtskonzept auf die „abstraktere“ Ökonomie {\displaystyle \mathbf {\mathcal {E}} } übertragen. Voraussetzung für das (Preisnehmer-)Wettbewerbsgleichgewicht für {\displaystyle \mathbf {\mathcal {E}} ^{p}} ist, dass jedes Individuum nur so viel zur Verfügung hat, wie sich aus (dem Wert) seiner ursprünglichen Güterausstattung und den anteiligen Unternehmensgewinnen zusammensetzt, die ihm zustehen. Das in diesem Abschnitt behandelte Gleichgewichtskonzept kennt noch eine weitere Komponente der Wohlstandsbestimmung: die Transferzahlung. Man kann sich dies praktisch beispielsweise als einmalige (positive oder negative) Steuer vorstellen, durch die ein sozialer Planer vor der Wettbewerbstätigkeit in der Ökonomie Mittel zwischen den Konsumenten „verschiebt“.
Man definiert nun zunächst ein Maß für den individuellen Wohlstand {\displaystyle w^{i}\in \mathbb {R} } für alle Konsumenten. Dies geschieht mittels des Vektors {\displaystyle \mathbf {w} =(w^{i},\ldots ,w^{I})\in \mathbb {R} ^{I}}.
Für die Wettbewerbsökonomie {\displaystyle \mathbf {\mathcal {E}} } ist dann
{\displaystyle \left[\left(\mathbf {x} ^{i*}\right)_{i\in {\mathcal {I}}},\left(\mathbf {y} ^{j*}\right)_{j\in {\mathcal {J}}},\mathbf {p} ^{*}\right]}
ein Quasi-(Preisnehmer-)Wettbewerbsgleichgewicht mit Transfers genau dann, wenn es ein Tupel {\displaystyle \mathbf {w} } mit {\displaystyle \sum _{i=1}^{I}w^{i}=\mathbf {p} ^{*}\cdot \mathbf {e} +\sum _{j=1}^{J}\mathbf {p} ^{*}\cdot \mathbf {y} _{j}^{*}} gibt, sodass gilt:
1. Die Allokation {\displaystyle \left[\left(\mathbf {x} ^{i*}\right)_{i\in {\mathcal {I}}},\left(\mathbf {y} ^{j*}\right)_{j\in {\mathcal {J}}}\right]} ist in {\displaystyle \mathbf {\mathcal {E}} ^{p}} zulässig.
2. Jedes Unternehmen maximiert, gegeben die gleichgewichtigen Marktpreise, seinen Gewinn, das heißt für alle {\displaystyle j\in {\mathcal {J}}} gilt: {\displaystyle \mathbf {p} ^{*}\cdot \mathbf {y} ^{j}\leq \mathbf {p} ^{*}\cdot \mathbf {y} ^{j*}} für alle {\displaystyle \mathbf {y} ^{j}}.
3. Jede Person maximiert ihren Nutzen, gegeben die gleichgewichtigen Marktpreise und ihr Konsumbudget. Genauer: Sei {\displaystyle {\mathcal {X}}} die Menge aller Konsumvektoren {\displaystyle \mathbf {x} ^{i}}, die der Budgetbedingung genügen:
{\displaystyle {\mathcal {X}}=\left\{\mathbf {x} ^{i}\left|\mathbf {p} ^{*}\cdot \mathbf {x} ^{i}\leq w^{i}\right.\right\}}

Dann ist {\displaystyle \mathbf {x} ^{i*}\in {\mathcal {X}}} und es gilt: {\displaystyle u\left(\mathbf {x} ^{i*}\right)\geq u\left(\mathbf {x} ^{i}\right)} für alle {\displaystyle \mathbf {x} ^{i}\in {\mathcal {X}}}.
Insbesondere ist das walrasianische Gleichgewicht ein Quasi-(Preisnehmer-)Wettbewerbsgleichgewicht mit Transfers.

### Zweiter Hauptsatz
Zweiter Hauptsatz der Wohlfahrtsökonomik: Sei {\displaystyle \mathbf {\mathcal {E}} } die betrachtete Ökonomie. Sei die jeder individuellen Nutzenfunktionen {\displaystyle u^{i}:\mathbb {R} ^{n}\rightarrow \mathbb {R} } ({\displaystyle i\in {\mathcal {I}}}) zugrunde liegende Präferenzordnung lokal nicht gesättigt (oder, im Spezialfall: streng monoton) und darüber hinaus konvex. Sei weiter {\displaystyle Y_{j}} konvex für alle {\displaystyle j\in {\mathcal {J}}}.
Dann existiert zu jeder Pareto-optimalen Allokation {\displaystyle \left[\left(\mathbf {x} ^{i*}\right)_{i\in {\mathcal {I}}},\left(\mathbf {y} ^{j*}\right)_{j\in {\mathcal {J}}}\right]} ein Preisvektor {\displaystyle \mathbf {p} ^{*}\neq \mathbf {0} }, sodass {\displaystyle \left[\left(\mathbf {x} ^{i*}\right)_{i\in {\mathcal {I}}},\left(\mathbf {y} ^{j*}\right)_{j\in {\mathcal {J}}},\mathbf {p} ^{*}\right]} ein Quasi-(Preisnehmer-)Wettbewerbsgleichgewicht mit Transfers bildet.

## Beweise

### Beweis des Ersten Hauptsatzes
Beweis durch Widerspruch: Man nehme an, dass die sich aus dem Preisnehmer-Wettbewerbsgleichgewicht ergebende Allokation {\displaystyle \left[\left(\mathbf {x} ^{i*}\right)_{i\in {\mathcal {I}}},\left(\mathbf {y} ^{j*}\right)_{j\in {\mathcal {J}}}\right]} für {\displaystyle \mathbf {\mathcal {E}} ^{p}} nicht Pareto-optimal ist. Dann gibt es definitionsgemäß eine zulässige Allokation {\displaystyle \left[\left({\tilde {\mathbf {x} }}^{i*}\right)_{i\in {\mathcal {I}}},\left(\mathbf {\tilde {y}} ^{j*}\right)_{j\in {\mathcal {J}}}\right]} für {\displaystyle \mathbf {\mathcal {E}} ^{p}} mit
1. {\displaystyle u^{i}(\mathbf {\tilde {x}} ^{i*})\geq u^{i}(\mathbf {x} ^{i*})} für alle i und
2. {\displaystyle u^{i'}(\mathbf {\tilde {x}} ^{i'*})>u^{i'}(\mathbf {x} ^{i'*})} für mindestens ein Individuum {\displaystyle i'\in {\mathcal {I}}}.

Es ist zu zeigen, dass eine solche zulässige Allokation nicht existiert. Hierzu gehe man schrittweise vor.
- a) Da {\displaystyle \left[\left(\mathbf {x} ^{i*}\right)_{i\in {\mathcal {I}}},\left(\mathbf {y} ^{j*}\right)_{j\in {\mathcal {J}}},\mathbf {p} ^{*}\right]} das (Preisnehmer-)Wettbewerbgleichgewicht für {\displaystyle \mathbf {\mathcal {E}} ^{p}} ist (mit {\displaystyle \mathbf {p} ^{*}\cdot \mathbf {e} ^{i}+\sum _{j=1}^{J}\theta ^{ij}\cdot \mathbf {p} ^{*}\cdot \mathbf {y} ^{j*}} dem Budget), muss auch gelten, dass {\displaystyle \mathbf {p} ^{*}\cdot {\tilde {\mathbf {x} }}^{i*}\geq \mathbf {p} ^{*}\cdot \mathbf {x} ^{i*}}.
(Denn wäre stattdessen {\displaystyle \mathbf {p} ^{*}\cdot {\tilde {\mathbf {x} }}^{i*}<\mathbf {p} ^{*}\cdot \mathbf {x} ^{i*}}, gäbe es in einer Umgebung um {\displaystyle \mathbf {\tilde {x}} ^{i*}} ein {\displaystyle \mathbf {\tilde {\tilde {x}}} ^{i*}}, das strikt gegenüber {\displaystyle \mathbf {\tilde {x}} ^{i*}} vorgezogen wird [lokale Nichtsättigung] und das ja ebenfalls der Budgetbedingung genügt – dann aber wäre {\displaystyle \mathbf {\tilde {x}} ^{i*}} nicht das optimale Konsumbündel, vgl. Punkt 3 in der Definition des (Preisnehmer-)Wettbewerbsgleichgewichtes. Salopp gesagt muss also eine Pareto-superiore Allokation zu teuer sein, sonst könnte die Pareto-unterlegene Allokation ja nicht gleichgewichtig sein.)

- b) Aus 2. folgt, dass {\displaystyle \mathbf {p} ^{*}\cdot \mathbf {\tilde {x}} ^{i'*}>\mathbf {p} ^{*}\cdot \mathbf {x} ^{i'*}}, denn {\displaystyle i'} zieht {\displaystyle \mathbf {\tilde {x}} ^{i'*}} gegenüber {\displaystyle \mathbf {x} ^{i'*}} strikt vor. Wäre {\displaystyle \mathbf {p} ^{*}\cdot \mathbf {\tilde {x}} ^{i'*}} also gleich groß oder sogar kleiner als {\displaystyle \mathbf {p} ^{*}\cdot \mathbf {x} ^{i'*}}, würde im Gleichgewicht sicherlich {\displaystyle \mathbf {\tilde {x}} ^{i'*}} gewählt – im Widerspruch zur Eigenschaft 1 in der Definition des (Preisnehmer-)Wettbewerbsgleichgewichtes.

- c) Nach Voraussetzung ist für jeden Produzenten j {\displaystyle \mathbf {y} ^{j*}} die gewinnmaximierende Produktionsmenge zum Preis {\displaystyle \mathbf {p} ^{*}}, weshalb notwendigerweise auch {\displaystyle \mathbf {p} ^{*}\cdot \mathbf {y} ^{j*}\geq \mathbf {p} ^{*}\cdot \mathbf {\tilde {y}} ^{j*}}, denn wäre stattdessen {\displaystyle \mathbf {p} ^{*}\cdot \mathbf {y} ^{j*}<\mathbf {p} ^{*}\cdot \mathbf {\tilde {y}} ^{j*}}, würde {\displaystyle \left(\mathbf {y} ^{j*}\right)_{j\in {\mathcal {J}}}} die Eigenschaft 2 in der Definition des (Preisnehmer-)Wettbewerbsgleichgewichtes nicht erfüllen.

- d) Jede Person befindet sich in ihrer durch {\displaystyle \mathbf {p} ^{*}\cdot \mathbf {x} ^{i*}=\mathbf {p} ^{*}\cdot \mathbf {e} ^{i}+\sum _{j=1}^{J}\theta ^{ij}\cdot \mathbf {p} ^{*}\cdot \mathbf {y} ^{j*}} gegebenen Budgetmenge.

- e) Da nach Voraussetzung {\displaystyle \sum _{i=1}^{n}\mathbf {e} ^{i}=\mathbf {e} } und {\displaystyle \sum _{i=1}^{I}\mathbf {\theta } ^{ij}=1} für alle {\displaystyle j\in {\mathcal {J}}} (siehe die Definition der Wettbewerbs-Tauschökonomie), liefert Summieren über die Gleichung in d), dass auch {\displaystyle \sum _{i=1}^{I}\mathbf {p} ^{*}\cdot \mathbf {x} ^{i*}=\mathbf {p} ^{*}\cdot \mathbf {e} +\sum _{j=1}^{J}\mathbf {p} ^{*}\cdot \mathbf {y} ^{j*}}

- f) Aus c) und e) folgt, dass {\displaystyle \sum _{i=1}^{I}\mathbf {p} ^{*}\cdot \mathbf {x} ^{i*}\geq \mathbf {p} ^{*}\cdot \mathbf {e} +\sum _{j=1}^{J}\mathbf {p} ^{*}\cdot \mathbf {\tilde {y}} ^{j*}}.

- g) a) und b) in f) eingesetzt ergeben {\displaystyle \sum _{i=1}^{I}\mathbf {p} ^{*}\cdot \mathbf {\tilde {x}} ^{i*}>\mathbf {p} ^{*}\cdot \mathbf {e} +\sum _{j=1}^{J}\mathbf {p} ^{*}\cdot \mathbf {\tilde {y}} ^{j*}}

Daraus folgt aber nach der Definition der Zulässigkeit von Allokationen (siehe oben), dass {\displaystyle \left[\left({\tilde {\mathbf {x} }}^{i*}\right)_{i\in {\mathcal {I}}},\left(\mathbf {\tilde {y}} ^{j*}\right)_{j\in {\mathcal {J}}}\right]} nicht zulässig ist, im Widerspruch zur Annahme, q. e. d.

### Beweis des Zweiten Hauptsatzes
Der nachfolgende Beweis folgt ganz überwiegend dem weit verbreiteten Beweisverfahren aus Mas-Colell/Whinston/Green 1995, S. 552 ff.
Sei für alle {\displaystyle i\in {\mathcal {I}}} eine Menge
{\displaystyle V^{i}\equiv \left\{\mathbf {x} ^{i}\in \mathbb {R} ^{n}\left|u^{i}\left(\mathbf {x} ^{i}\right)>u^{i}\left(\mathbf {x} ^{i*}\right)\right.\right\}}
definiert (die obere Konturmenge von {\displaystyle \mathbf {x} ^{i*}} bzw. die Menge aller Konsumvektoren, die einen höheren Nutzen als {\displaystyle \mathbf {x} ^{i*}} stiften). Summiert man diese Menge über alle i, erhält man
{\displaystyle V=\sum _{i=1}^{I}V^{i}=\left\{\mathbf {x} \in \mathbb {R} ^{n}\left|\mathbf {x} ^{1}\in V^{1},\ldots ,\mathbf {x} ^{n}\in V^{n}\;{\textrm {mit}}\;\mathbf {x} =\sum _{i=1}^{I}\mathbf {x} ^{i}\right.\right\}},
das heißt die Menge aller individuellen Konsumpläne (zusammengefasst zu einem Vektor {\displaystyle \mathbf {x} }), durch die sämtliche Individuen strikt besser gestellt sind als mit {\displaystyle \mathbf {x} ^{i*}}. Analog ist für alle {\displaystyle j\in {\mathcal {J}}} eine Menge
{\displaystyle Y=\sum _{j=1}^{J}\mathbf {y} ^{j}=\left\{\mathbf {y} \in \mathbb {R} ^{n}\left|\mathbf {y} ^{1}\in Y^{1},\ldots ,\mathbf {y} ^{n}\in Y^{n}\;{\textrm {mit}}\;\mathbf {y} =\sum _{j=1}^{J}\mathbf {y} ^{j}\right.\right\}}
definiert, die Menge sämtlicher Produktionspläne auf gesamtwirtschaftlicher Ebene. Diese aggregierte Produktionsmenge lässt sich um den Ausstattungsvektor {\displaystyle \{\mathbf {e} \}} verschieben, wodurch man die aggregierte Menge der Konsummöglichkeiten,
{\displaystyle A=Y+\{\mathbf {e} \}},
erhält.
- a) Jedes {\displaystyle V^{i}} ist eine konvexe Menge.

Seien {\displaystyle \mathbf {\tilde {x}} ^{i}} und {\displaystyle \mathbf {\hat {x}} ^{i}} beide Elemente von {\displaystyle V^{i}}. Dann ist nach Definition {\displaystyle u^{i}\left(\mathbf {\tilde {x}} ^{i}\right)>u^{i}\left(\mathbf {x} ^{i*}\right)} und {\displaystyle u^{i}\left(\mathbf {\hat {x}} ^{i}\right)>u^{i}\left(\mathbf {x} ^{i*}\right)}. Sei nun ohne Beschränkung der Allgemeinheit {\displaystyle u^{i}\left(\mathbf {\tilde {x}} ^{i}\right)\geq u^{i}\left(\mathbf {\hat {x}} ^{i}\right)}. Die Konvexitätseigenschaft der Präferenzordnung impliziert, dass für beliebiges {\displaystyle \lambda \in [0,1]} auch {\displaystyle u^{i}\left[\lambda \mathbf {\tilde {x}} ^{i}+(1-\lambda )\mathbf {\hat {x}} ^{i}\right]\geq u^{i}\left(\mathbf {\hat {x}} ^{i}\right)}. Da Präferenzordnungen zudem transitiv sind, gilt auch, dass {\displaystyle u^{i}\left[\lambda \mathbf {\tilde {x}} ^{i}+(1-\lambda )\mathbf {\hat {x}} ^{i}\right]>u^{i}\left(\mathbf {x} ^{i*}\right)}. Also ist {\displaystyle V^{i}} eine konvexe Menge.
- b) V ist als Summe konvexer Mengen konvex, ebenso wie Y, auch nach Verschiebung um {\displaystyle \mathbf {e} } auf A.
- c) Es ist {\displaystyle V\cap A=\emptyset }.

Wegen der Pareto-Optimalität der Allokation {\displaystyle \left[\left(\mathbf {x} ^{i*}\right)_{i\in {\mathcal {I}}},\left(\mathbf {y} ^{j*}\right)_{j\in {\mathcal {J}}}\right]} (nach Voraussetzung) ist {\displaystyle V\cap A=\emptyset } (es darf kein mögliches „Angebot“ geben, das auch in V enthalten ist, sonst gäbe es eine Allokation, die mit gegebener Technologie und Ausstattung produzierbar ist und der anderen vorgezogen würde; dann aber könnte die Ausgangsallokation erst gar nicht Pareto-optimal sein).
- d) Es existiert ein Preisvektor {\displaystyle \mathbf {p} ^{*}\in \mathbb {R} ^{n}\setminus \{\mathbf {0} \}} und ein {\displaystyle r\in \mathbb {R} }, sodass 1. {\displaystyle \mathbf {p} ^{*}\cdot \mathbf {z} \geq r} für alle {\displaystyle \mathbf {z} \in V} und 2. {\displaystyle \mathbf {p} ^{*}\cdot \mathbf {z} \leq r} für alle {\displaystyle \mathbf {z} \in A}.

Dies folgt aus einer auf Minkowski zurückgehenden Version des Trennungssatzes für disjunkte konvexe Mengen in normierten Räumen durch reelle affine Hyperebenen, wonach für zwei disjunkte, nichtleere und konvexe Untermengen des {\displaystyle \mathbb {R} ^{n}}, A und B, gilt, dass eine Hyperebene existiert, die A von B trennt, das heißt, es existiert ein {\displaystyle \mathbf {p} ^{*}\in \mathbb {R} ^{n}\setminus \{\mathbf {0} \}}, sodass {\displaystyle \sup _{\mathbf {a} \in A}\mathbf {p} ^{*}\cdot \mathbf {a} \leq \inf _{\mathbf {b} \in B}\mathbf {p} ^{*}\cdot \mathbf {b} }, oder, anders formuliert, es existiert ein nichtleeres {\displaystyle \mathbf {p} ^{*}\in \mathbb {R} ^{n}} und ein {\displaystyle \alpha \in \mathbb {R} }, sodass für alle {\displaystyle \mathbf {a} \in A} und für alle {\displaystyle \mathbf {b} \in B} gilt, dass {\displaystyle \mathbf {p} ^{*}\cdot \mathbf {a} \leq \alpha \leq \mathbf {p} ^{*}\cdot \mathbf {b} }. (Zum Beweis des Theorems vgl. verkürzt Mas-Colell 1995, S. 948 und vollständig Moore 1999, S. 297 ff.)
- e) Wenn {\displaystyle u^{i}\left(\mathbf {x} ^{i}\right)\geq u^{i}\left(\mathbf {x} ^{i*}\right)} für alle i, dann auch {\displaystyle \mathbf {p} ^{*}\cdot \left(\sum _{i=1}^{I}\mathbf {x} ^{i}\right)\geq r}.

Wegen Nichtsättigung gibt es nämlich für jeden Konsumenten {\displaystyle i\in {\mathcal {I}}} ein Konsumbündel {\displaystyle {\tilde {\mathbf {x} }}^{i}} in einer beliebig kleinen Umgebung um {\displaystyle \mathbf {x} ^{i}}, mit dem {\displaystyle u^{i}\left({\tilde {\mathbf {x} }}^{i}\right)>u^{i}\left(\mathbf {x} ^{i}\right)} und also {\displaystyle {\tilde {\mathbf {x} }}^{i}\in V^{i}}. Folglich ist nun auch {\displaystyle \mathbf {\tilde {x}} \in V} und demnach gemäß Minkowski-Theorem {\displaystyle \mathbf {p} ^{*}\cdot \left(\sum _{i=1}^{I}\mathbf {\tilde {x}} ^{i}\right)\geq r}, sodass mit {\displaystyle {\tilde {\mathbf {x} }}^{i}\rightarrow \mathbf {x} ^{i}} für alle i im Grenzwert auch {\displaystyle \mathbf {p} ^{*}\cdot \left(\sum _{i=1}^{I}\mathbf {x} ^{i}\right)\geq r}.
- f) Es gilt {\displaystyle \mathbf {p} ^{*}\cdot \left(\sum _{j=1}^{J}\mathbf {y} ^{j*}+\mathbf {e} \right)=r}.

Nach vorigem Punkt ist {\displaystyle \mathbf {p} ^{*}\cdot \left(\sum _{i=1}^{I}\mathbf {x} ^{i*}\right)\geq r}. Zugleich ist aber {\displaystyle \sum _{i=1}^{I}\mathbf {x} ^{i*}=\sum _{j=1}^{J}\mathbf {y} ^{j*}+\mathbf {e} } ({\displaystyle \in A}) und also {\displaystyle \mathbf {p} ^{*}\cdot \left(\sum _{i=1}^{I}\mathbf {x} ^{i*}\right)\leq r}. Es folgt, dass {\displaystyle \mathbf {p} ^{*}\cdot \left(\sum _{i=1}^{I}\mathbf {x} ^{i*}\right)=r} und wegen {\displaystyle \sum _{i=1}^{I}\mathbf {x} ^{i*}=\sum _{j=1}^{J}\mathbf {y} ^{j*}+\mathbf {e} } auch {\displaystyle \mathbf {p} ^{*}\cdot \left(\sum _{j=1}^{J}\mathbf {y} ^{j*}+\mathbf {e} \right)=r}.
- g) Es gilt {\displaystyle \mathbf {p} ^{*}\cdot \mathbf {y} ^{j}\leq \mathbf {p} ^{*}\cdot \mathbf {y} ^{j*}}.

Es ist {\displaystyle \mathbf {p} ^{*}\cdot \mathbf {y} ^{j}\leq \mathbf {p} ^{*}\cdot \mathbf {y} ^{j*}} für alle {\displaystyle \mathbf {y} ^{j}\in Y^{j}}. Für jedes {\displaystyle j\in J} und für alle {\displaystyle \mathbf {y} ^{j}\in Y^{j}} gilt, dass {\displaystyle \left(\mathbf {y} ^{j}+\sum _{k\neq j}\mathbf {y} ^{k*}\right)\in Y}. Gemeinsam impliziert dies {\displaystyle \mathbf {p} ^{*}\cdot \left(\mathbf {y} ^{j}+\sum _{k\neq j}\mathbf {y} ^{k*}+\mathbf {e} \right)\leq r=\mathbf {p} ^{*}\cdot \left(\sum _{j=1}^{J}\mathbf {y} ^{j*}\right)}, also auch {\displaystyle \mathbf {p} ^{*}\cdot \left(\mathbf {y} ^{j}+\sum _{k\neq j}\mathbf {y} ^{k*}\right)\leq r=\mathbf {p} ^{*}\cdot \left(\mathbf {y} ^{j*}+\sum _{j=1}^{J}\mathbf {y} ^{j*}\right)}. Daraus wiederum folgt für alle {\displaystyle \mathbf {y} ^{j}\in Y^{j}} und für alle {\displaystyle j\in J}, dass {\displaystyle \mathbf {p} ^{*}\cdot \mathbf {y} ^{j}\leq \mathbf {p} ^{*}\cdot \mathbf {y} ^{j*}}.
- h) Wenn {\displaystyle u^{i}\left(\mathbf {x} ^{i}\right)>u^{i}\left(\mathbf {x} ^{i*}\right)}, dann auch {\displaystyle \mathbf {p} ^{*}\cdot \mathbf {x} ^{i}\geq \mathbf {p} ^{*}\cdot \mathbf {x} ^{i*}}.

Wenn {\displaystyle u^{i}\left(\mathbf {x} ^{i}\right)>u^{i}\left(\mathbf {x} ^{i*}\right)}, dann nämlich nach e) und f) auch {\displaystyle \mathbf {p} ^{*}\cdot \left(\sum _{k\neq i}\mathbf {x} ^{k*}+\mathbf {x} ^{i}\right)\geq r=\mathbf {p} ^{*}\cdot \left(\sum _{k\neq i}\mathbf {x} ^{k*}+\mathbf {x} ^{i*}\right)} und deshalb {\displaystyle \mathbf {p} ^{*}\cdot \mathbf {x} ^{i}\geq \mathbf {p} ^{*}\cdot \mathbf {x} ^{i*}}.
Da überdies {\displaystyle \left[\left(\mathbf {x} ^{i*}\right)_{i\in {\mathcal {I}}},\left(\mathbf {y} ^{j*}\right)_{j\in {\mathcal {J}}}\right]} zulässig nach Voraussetzung, gewährleistet also die Wahl von {\displaystyle w^{i}=\mathbf {p} ^{*}\cdot \mathbf {x} ^{i*}} (für alle {\displaystyle i\in {\mathcal {I}}}) die Existenz des Quasi-(Preisnehmer-)Wettbewerbsgleichgewichts mit Transfers {\displaystyle \left[\left(\mathbf {x} ^{i*}\right)_{i\in {\mathcal {I}}},\left(\mathbf {y} ^{j*}\right)_{j\in {\mathcal {J}}},\mathbf {p} ^{*}\right]}, q. e. d.